# IBM
International Business Machines Corporation (IBM) je američka kompanija koja se bavi računarskim tehnologijama sa sedištem u Armonku u SAD. Osnovana je 1888 a postala je korporacija 15. juna 1911. Bavi se proizvodnjom računarskog hardvera, softvera, uslugama, hostingom i konsaltingom. IBM je najveća kompanija na svetu koja se bavi informacionim tehnologijama i drži najveći broj patenata u toj oblasti.
IBM ima danas oko 332000 zaposlenih (od toga 195000 tehničara i inženjera) i godišnje prihode od oko 91 milijarde dolara (podatak iz 2005. godine). Poslednjih godina prihodi od sektora usluga i konsaltinga su premašili prihode od proizvodnje.
IBM je poznat i po tome sto je skoro 80 godina zahtevao od svojih zaposlenih da na posao dolaze u tamnoplavom odelu i beloj košulji sa crnom kravatom. Sa ovom praksom prekinuto je sredinom devedesetih godina prošlog veka.

## Istorija
IBM je osnovan 1911. godine u Endikotu, Njujork, kao Computing-Tabulating-Recording Company (CTR) i preimenovan je u „International Business Machines” 1924. godine. IBM je inkorporiran u Njujorku i posluje u preko 170 zemalja.
Tokom 1880-ih pojavile su se tehnologije koje će na kraju formirati jezgro međunarodnih poslovnih mašina (IBM). Džulijus E. Pitrap je patentirao računarsku vagu 1885; Aleksandar Dej je izumeo diktafon (1888); Herman Holerit (1860–1929) patentirao je električnu mašinu za tabulaciju; a Vilard Bandi je izumeo vremenski štampač da bi se 1889. godine na papirnoj traci zabeležilo vreme dolaska i odlaska radnika. Dana 16. juna 1911, njihove četiri kompanije su spojene u državi Njujork od strane Čarlsa Ranleta Flinta formirajući petu kompaniju, Computing-Tabulating-Recording Company (CTR) sa sedištem u Endikotu, Njujork. Pet kompanija imalo je 1.300 zaposlenih, kancelarije i pogone u Endikotu i Bingemtonu u Njujorku, Dejtonu, Ohajo, Detroitu, Mičigen; Vašingtonu, Torontu.
Proizvodili su mašine za prodaju i zakup, u rasponu od komercijalnih vaga i industrijskih merača vremena, rezača za meso i sir, do tabulatora i bušenih kartica. Tomas J. Votson, stariji, otpušten iz Nacionalne kompanije za kase od strane Džona Henrija Patersona, pozvao je Flinta i 1914. mu je ponuđeno mesto u CTR. Votson se pridružio CTR-u kao generalni direktor, a zatim je, 11 meseci kasnije, postao predsednik kada su rešeni sudski sporovi koji se odnose na njegovo vreme u NCR-u. Pošto je naučio Patersonovu pionirsku poslovnu praksu, Votson je nastavio da ostavlja pečat NCR-a na kompanije CTR-a. Primenio je prodajne konvencije, „velikodušne prodajne podsticaje, fokusiranje na korisničku podršku, insistiranje na negovanim prodavcima u tamnim odelima i imao je evanđeoski žar za usađivanje ponosa i lojalnosti kompanije svakom radniku“. Njegov omiljeni slogan, „MISLITE“, postao je mantra za zaposlene u svakoj od kompanija. Tokom Votsonove prve četiri godine, prihodi su dostigli 9 miliona dolara ($163,23 danas), a poslovanje kompanije se proširilo na Evropu, Južnu Ameriku, Aziju i Australiju. Votson nije voleo dugački naziv sa crticama „Computing-Tabulating-Recording Compani“ i 14. februara 1924. je odlučio da ga zameni opširnijim naslovom „International Business Machines“ koji se ranije koristio kao naziv CTR-ovog kanadskog odeljenja. Do 1933. godine većina podružnica je spojena u jednu kompaniju, IBM.
IBM ima nekoliko programa za razvoj liderstva i priznanja za prepoznavanje potencijala i dostignuća zaposlenih. Za zaposlene sa visokim potencijalom u ranoj karijeri, IBM sponzoriše programe razvoja liderstva po disciplinama (npr. opšti menadžment (GMLDP), ljudski resursi (HRLDP), finansije (FLDP)). Svake godine kompanija takođe bira 500 IBM zaposlenih za IBM Corporate Service Corps (CSC), što daje najvišim zaposlenima mesec dana za obavljanje humanitarnog rada u inostranstvu. Za određene pripravnike, IBM takođe ima program pod nazivom Ekstremno plavo koji udružuje vrhunske studente biznisa i tehnike u razvoju tehnologije visoke vrednosti i takmiče se u predstavljanju svog poslovnog slučaja generalnom direktoru kompanije na kraju prakse.
IBM-ova kultura je značajno evoluirala tokom svog veka poslovanja. U prvim danima, tamno (ili sivo) odelo, bela košulja i „iskrena“ kravata su činili javnu uniformu za zaposlene u IBM-u. Tokom transformacije upravljanja IBM-om tokom 1990-ih, izvršni direktor Luis V. Gerstner, Jr. je ublažio ove kodove, normalizujući odevanje i ponašanje zaposlenih u IBM-u. Kultura kompanije je takođe dala različite igre reči na akronim kompanije (IBM), pri čemu neki kažu da je to skraćenica za „I've Been Moved“ zbog preseljenja i otpuštanja, drugi kažu da je to „I'm By Myself“ „u skladu sa preovlađujućom normom o radu sa bilo kojeg mesta, i drugi koji kažu da je to „I'm Being Mentored“ zbog politike otvorenih vrata kompanije i podsticaja za mentorstvo na svim nivoima. Što se tiče radnih odnosa, kompanija se tradicionalno opirala sindikalnom organizovanju, iako sindikati predstavljaju neke radnike IBM-a van Sjedinjenih Država. U Japanu, zaposleni u IBM-u takođe imaju tim američkog fudbala sa profesionalnim stadionom, navijačicama i televizijskim igrama, koji se takmiči u japanskoj X-ligi kao „Veliki plavi“.

## Literatura
- Bakis, Henry (1987). „Telecommunications and the Global Firm”.  Ур.: F. E. Ian Hamilton. Industrial change in advanced economies. London: Croom Helm. стр. 130—160. ISBN 9780709938286.
- Roy A Bauer;  . (1992). The Silverlake Project: Transformation at IBM (AS/400). Oxford University Press.
- Black, Edwin (2008). IBM and the Holocaust: The Strategic Alliance Between Nazi Germany and America's Most Powerful Corporation. ISBN 978-0-914153-10-8.
- Carroll, Paul (1993). Big Blues: The Unmaking of IBM. Crown Publishers.
- Garr, Doug (1999). IBM Redux:  Lou Gerstner & The Business Turnaround of the Decade. Harper Business.
- Louis V. Gerstner, Jr. (2002). Who Says Elephants can't Dance?. HarperCollins. ISBN 978-0-00-715448-7.
- Greulich, Peter E. (2014). A View from Beneath the Dancing Elephant: Rediscovering IBM's Corporate Constitution. ISBN 978-0-9833734-6-9. MBI Concepts Corporation. .
- Harwood, John (2011). The Interface: IBM and the Transformation of Corporate Design, 1945–1976. ISBN 978-0-8166-7039-0.
- Heller, Robert (1994). The Fate of IBM. Little Brown.
- Mercer, David (1987). IBM: How the World's Most Successful Corporation is Managed. Kogan Page.
- Mercer, David (1988). The Global IBM: Leadership in Multinational Management. Dodd, Mead. стр. 374.
- Mills, D. Quinn; Friesen, G. Bruce. Broken Promises: An Unconventional View of What Went Wrong at IBM. Harvard Business School. 1996. ISBN 978-0-87584-654-5..
- Emerson W. Pugh (1996). Building IBM: Shaping an Industry. MIT Press.
- Slater, Robert (1999). Saving Big Blue: IBM's Lou Gerstner. McGraw Hill.
- Steinhilper, Ulrich (2006). Don't Talk – Do It! From Flying To Word Processing. ISBN 978-1-872836-75-1.
- Ernest von Simson (2009). The Limits of Strategy: Lessons in Leadership from the Computer Industry. iUniverse. ISBN 978-1-4401-9258-6.
- Thomas Watson, Jr. (1990). Father, Son & Co: My Life at IBM and Beyond. ISBN 978-0-553-29023-3.
- Taft, Derryl (25. 4. 2016). „IBM Launches Distinguished Designer Program”. eWeek. Архивирано из оригинала 7. 3. 2022. г. Приступљено 12. 8. 2016.

## Spoljašnje veze
- Zvanični veb-sajt
- Chittum, Samme (15. 3. 2004). „In an I.B.M. Village, Pollution Fears Taint Relations With Neighbors”. New York Times.
- -ov zvaničan sajt (језик: енглески)
- Srpska strana IBM-ovog zvaničnog sajta (језик: српски)